# Universidad Anáhuac Oaxaca
La Universidad Anáhuac Oaxaca, miembro de la Red de Universidades Anáhuac, es una institución educativa privada de nivel superior, fundada en mayo del año 2000, ubicada en Oaxaca, México.

## Organización
La Universidad Anáhuac Oaxaca forma parte de la Red de Universidades Anáhuac, una red internacional de universidades católicas dirigidas por los Legionarios de Cristo. Dicha red posee dieciséis universidades a nivel internacional con diez instituciones en México, una en Chile, una en España, dos en Italia y una más en Estados Unidos.

## Centros docentes
- Escuela de Comunicación
- Escuela de Diseño
- Escuela de Derecho
- Escuela de Ingeniería
- Escuela de Medicina
- Escuela de Negocios
- Escuela de Psicología
- Escuela de Turismo y Gastronomía
- Centro de Lenguas